# ルチャリブレ

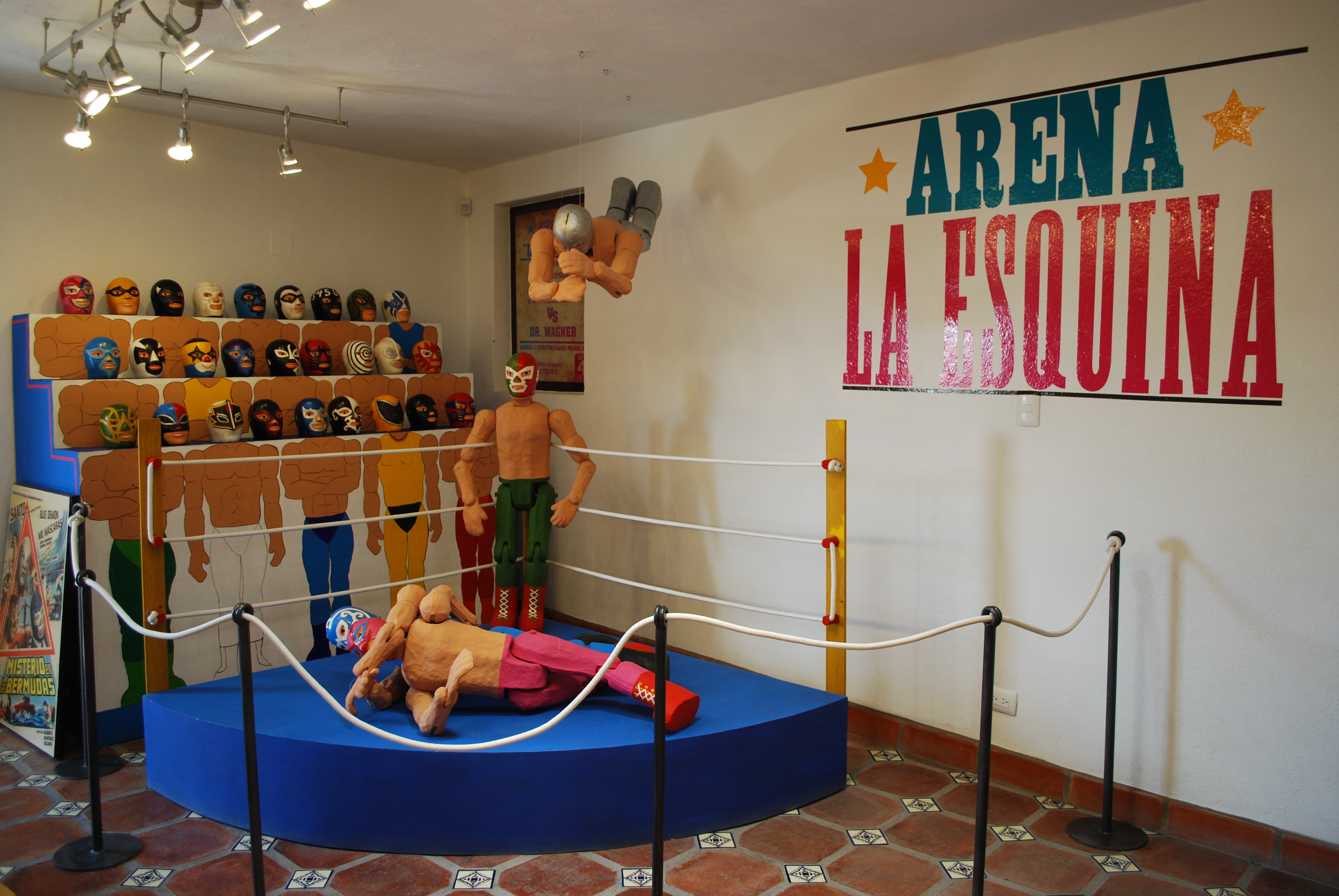
メキシコにあるルチャリブレを表すディスプレイ。

ルチャリブレ（西: lucha libre）は、スペイン語でプロレスのことである。メキシコではメキシカンスタイルのことをルチャリブレと呼んでいる。本項ではメキシカンスタイルについて記述している。スペイン語で「ルチャ＝戦い」、「リブレ＝自由」、直訳するとフリースタイルレスリングとなる。

## 特徴
ルチャリブレはメキシコで非常に高い人気を得ている大衆芸能「格闘技」で兼業も含めれば数千人の競技人口を誇り、メキシコを中心に中南米で盛んに興行が開催されている。
ルチャリブレではプロレスラーのことを男性はルチャドール、女性はルチャドーラと呼んでいる（メキシコの公用語であるスペイン語には男性名詞と女性名詞の区別があるためである）。さらに選手はプロレス同様にベビーフェイスの男性はテクニコ、女性はテクニカ、ヒールの男性はルード、女性はルーダに分かれて激しい戦いを繰り広げている。
一部のトップスターはエストレージャ（スター）、スペルエストレージャ（スーパースター）と呼ばれている。覆面レスラーが多いのも特徴でアステカなどの文化的な影響から神聖視されており、覆面レスラーは人前では決してマスクを脱がない。その究極とも言えるのがエル・サントで死後もマスクを脱がずに、そのまま葬儀が行われた。日本でもザ・グレート・サスケが岩手県議会議員になった際にマスクをつけたまま会議に出席するとして物議を醸した。
女子ルチャリブレ団体は存在せず、ルチャドーラは男子の興行において前座あるいはミックスマッチとして戦うことが多い（過去にCMLL女子部の休止期間中にLLFと呼ばれるプロレス団体が存在していた）。
メキシコでプロレスが普及、定着した理由は諸説あるが、プロレスラーの越中詩郎は「娯楽と呼べるものが（当時）サッカー、サーカス、プロレスしかなく、1年中やってるのがプロレスだったから」と説いている。
他国のプロレスとは違い二世、三世が多いことで知られている。そのため、リングネームには「○○の子」の意味を持つ「エル・イホ・デル」、「イホ・デル」、「ジュニア」を用いる選手も多い。また、兄弟でプロレスラーになる選手も多い。
日本ではミル・マスカラスの影響もあって空中殺法のイメージが強いが実際は投げ技（ヘッドシザーズ・ホイップなど）、ジャベと呼ばれる関節技、ストレッチ技も多用されている。ロープワークをはじめとする動き（ムーブ）を駆使するのもルチャリブレの特徴で突進してくる相手をジャンプして飛び越えたり、相手の股の間をくぐり抜けるなどの軽快で機敏な動きを見せる。理由は不明であるが世界の一般のプロレスとは鏡写しの動きを取る。例えば、通常のヘッドロックは左脇に抱えるのが一般的なルールであるがルチャリブレにおいては必ず右脇に抱える。ルチャドールが海外で試合をする際、逆に海外の選手がルチャリブレの試合に出るときは、それぞれに合わせる。
日本の小柄な選手、女子選手はメキシコにルチャリブレ留学に行くことが多く新日本プロレスのジュニアヘビー級においてメキシコ帰りのタイガーマスク（初代）がルチャリブレの技術を披露して人気を集めていた。
1990年1月17日、ルチャリブレ団体として新間寿がユニバーサル・プロレスリングを設立したが興行的には成功しなかった。しかし、サスケが設立した、みちのくプロレスがハイスパートルチャと呼ばれる空中殺法を多用したスタイルを確立して東北にターゲットを絞って興行を集中させて東北にルチャリブレを根付かせることに成功している。
1996年、ウルティモ・ドラゴンがメキシコに設立した闘龍門と闘龍門2000プロジェクトが成功した後、元闘龍門出身者によるDRAGONGATE、dragondoor、プロレスリングElDorado、プロレスリングSECRET BASEが設立された。他にもプロレスリング華☆激、大阪プロレス、沖縄プロレスなどがユニバーサル・プロレスリングの流れを汲むプロレス団体がいくつも設立された。女子選手でもチャパリータASARIを筆頭にルチャリブレのムーブを取り入れる選手は多く日本のプロレスにおけるファイトスタイルの一形態として定着した感がある。これらの日本式ルチャリブレを特にハポネスルチャと呼んで区別する場合がある。
2002年5月25日、日本式ルチャリブレに影響を受けたマイク・クアッケンブッシュがアメリカにCHIKARAを設立して高い人気を博すようになった。
2018年7月21日、ルチャリブレがメキシコシティの無形文化遺産に指定された。

## リング
他国の一般的なボクシング用リングと同様の物が使用されている。スプリングなどを用いることによる衝撃吸収加工は施されていない。アレナ・メヒコなど常設試合会場以外の地方にあるリングのコンディションはさらに悪くてリングに穴が開きそうな物が使われていることも珍しくないという。ロープはワイヤーロープではなく、何の変哲もない普通のロープが使われているとされている。硬いリングはボディスラムを1発でも受ければ相当なダメージを受けるため、衝撃吸収を目的とした回転受身は基礎中の基礎である。また、「マルティネーテ」（パイルドライバー、DDTのような頭から落とす技)は「危険な技」として使用禁止となっている。
AAAは世界に先駆けて6角形リング（ヘキサゴンのリング）を導入している。このリングは観客席からでも見やすく、構造上ダイナミックなロープワークが期待できてノンストップアクションが売りの3WAYマッチ（3人または3チームによる試合）にも適している。日本では闘龍門2000プロジェクトがAAAより、小型ヘキサゴンのリングを採用しており、アメリカではTNAがヘキサゴンのリングを採用している。

## 試合形式
日本とアメリカのプロレスと基本的には大きく変わらないがメキシコでは3本勝負で行われていることが多い。タッグマッチでは6人タッグマッチや8人タッグマッチが行われていることが多い。
メキシコでは独自のルールが多く、2人共がフォールされるまで終わらない、試合前に決められたキャプテンが敗退するまで試合が続行されるなどである（事前発表されたルールがいつの間にか変わっていることもあり、厳密な運用とはいえない）。シングルマッチは特にマノ・ア・マノと呼ばれており、後述の遺恨清算マッチやタイトルマッチを除いては通常あまり行われない。
日本でも時折行われる試合形式として覆面（マスカラ）や髪（カベジェラ）などを賭けて行うコントラマッチがある。賭ける物によってマスカラ・コントラ・マスカラ、マスカラ・コントラ・カベジェラ、カベジェラ・コントラ・カベジェラなどの呼称となる。この試合形式は選手同士の因縁の清算として行われて、敗者は覆面もしくは髪を失うことになる。この試合に敗れれば、マスクを剥がれると同時に選手の本名と出身地も発表されてマスクマンの生命は完全に断たれることになる。また、髪を失い丸坊主になることはメキシコ人にとって非常に恥辱的なことである。その格付けはタイトルマッチ以上であり、ビッグマッチのメインイベントを飾ることがほとんどである。CMLLでは試合に敗れてマスクを奪われた選手が、そのままのキャラクターを維持しながら再び、マスクを被ることはまず認められず、素顔のまま試合することが義務付けられている。コミッションの支配下にないルチャリブレ団体では必ずしもそうとは限らないが暗黙の了解としておおむね守られている。この試合形式は、それだけ重要な意味を持つのである。

## 試合会場
メキシコシティではアレナ・メヒコにて定期的に試合が行われている。収容人数は18,000人前後、ルチャリブレの聖地となっている。ただし、年間を通して試合会場となっているわけではなく、サーカスなどの会場として貸し出されることもある。他にアレナ・コリセオとアレナ・ナウカルパンが有名である。闘牛場のエル・トレオもAAAのビッグマッチ向けに使用されている。

## 階級
ルチャリブレは他国のプロレスに比べて小柄な選手が多いため、体重別階級も他の格闘技並みに細分化されている。階級は以下の通りであるがルチャリブレ団体によって採用される階級数が異なる。
| 階級名                          | 数値             |
| ------------------------------- | ---------------- |
| ヘビー級                        | 230lb（105kg） - |
| クルーザー級 / ジュニアヘビー級 | - 230lb（105kg） |
| ライトヘビー級                  | - 210lb（97kg）  |
| スーパーミドル級                | - 200lb（92kg）  |
| ミドル級                        | - 190lb（87kg）  |
| スーパーウェルター級            | - 180lb（82kg）  |
| ウェルター級                    | - 170lb（77kg）  |
| スーパーライト級                | - 160lb（73kg）  |
| ライト級                        | - 150lb（70kg）  |
| フェザー級                      | - 140lb（63kg）  |

## メキシコのプロレス団体一覧
- CMLL（1933年9月21日にEMLLとして旗揚げ - 1991年に団体名をCMLLに改称 - ）
- UWA（1977年1月29日 - 1997年）
- WWA（1986年 - 不明、2004年 - 不明）
- AAA（1992年5月 - ）
- IWRG（1996年1月1日 - ）
- プロモ・アステカ（1996年 - 2002年）
- ペロス・デル・マール（2008年12月7日 - ）
- X-LAW（2001年 - ）
- WWS ※女子プロレス団体（2013年 - ）